# Lagynochthonius bakeri
Lagynochthonius bakeri är en spindeldjursart som först beskrevs av Chamberlin 1929.  Lagynochthonius bakeri ingår i släktet Lagynochthonius och familjen käkklokrypare. Inga underarter finns listade i Catalogue of Life.